# 이영도
이영도(李榮道, 1972년 4월 27일 ~ )는 대한민국의 판타지 소설 작가이다.
1996년 말부터 하이텔에 《드래곤 라자》를 연재하기 시작하였다. 연재 과정 중 100만 히트가 넘는 조회수를 기록하였으며, 이를 민음사 출판그룹의 황금가지를 통해 출판하게 된다. 이 소설 이후 한국의 판타지 소설의 집필과 출판이 급증하였으며, 가히 판타지의 붐이라고 할 정도의 큰 이슈가 일어났다. 《드래곤 라자》 역시 초창기의 여느 판타지 소설들과 마찬가지로 기본적인 설정은 톨킨의 《반지의 제왕》에 큰 영향을 받았으나, 인간을 비롯한 여러 종족에 대한 이영도만의 독창적인 시선과 주제가 돋보였다. 이후 《눈물을 마시는 새》, 《피를 마시는 새》 등에서는 완전히 새로운 이영도만의 판타지 세계를 꾸며내는 대담함을 보였는데, 잇따라 독자들의 큰 호응을 얻었다.

## 작품

### 장편

#### 드래곤 라자 세계관
- 《드래곤 라자》- 이영도의 데뷔작으로 1998년에 출간되었다.

D&D 세계관을 기초로 한다. 시골 소년 후치가 드래곤에게 인질로 잡힌 아버지와 다른 사람들을 구하기 위해 몸값을 구하러 왕을 알현하러 수도로 가는 이야기이다. 전 시리즈 중 유일하게 1인칭이다.
2008년 11월 14일 10주년 기념 양장본 예약 이벤트가 시작되었는데, 편집부 측에서 양장본이라 새로 살짝 끼어 넣을 외전 하나 써달라고 의뢰했더니 무려 책 한 권 분량을 써줬다고 한다. 그래서 양장본은 본편 8권에 외전 1권 해서 세트는 총 9권이다.
참고로 양장본에서는 D&D 세계관을 최대한 침해하지 않는 방향으로 설정 등이 수정되었다고 한다. D&D 보다는 톨킨 저작권을 침해하지 않는 방향이다.(발록 -> 발러(D&D의 발록의 변형), 호비트->하플링)
- 《퓨쳐 워커》 - 드래곤 라자의 후속작. 드래곤 라자 이후 1인칭 시점에서 3인칭시점으로 서술방식이 바뀐 시발점이 된 소설

- 《그림자자국》- 『드래곤 라자』의 시대로부터 천 년 후를 배경으로 하여 쓰인 작품.

D/R, F/W 세계관에서 1,000년 뒤를 배경으로 한다. 드래곤 라자 외전으로써 쓰인 책이나 드래곤 라자의 배경과는 다른 점이 많기 때문에 독립적인 작품으로 봐도 무방하다. 왕국 바이서스가 파멸할 것이라는 충격적인 예언에 얽혀서 이루릴 세레니얼과 드래곤들, 그리고 바이서스 간에 벌어지는 갈등이 주를 이룬다.

#### '새' 시리즈 세계관
- 《눈물을 마시는 새》 - '한국적 판타지'를 목표로 쓰였다.

지금까지 사용하던 서구식 판타지를 버리고 동양풍의 오리지널 세계관을 창조하였다. 한 나가 소년을 구출하기 위해 인간, 도깨비, 레콘으로 구성된 구출대가 출동한다.
- 《피를 마시는 새》 - 눈물을 마시는 새의 후속작.

눈마새의 후속작. 제국의 황제 치천제를 죽이는 것이 숙원인 레콘 지멘과 제국의 장군 엘시 에더리의 이야기. 피를 마시는 새가 가장 오래 산다고. 전작의 거의 두 배 길이다.
< 4마리의 형제새 >
물을 마시는 새 - 물은 가장 날카롭다. 물을 끼얹으면 깨어나게 된다. 물을 마시는 새는 가장 느리게 난다.
피를 마시는 새 - 누구도 내놓고 싶지 않은 귀중한 것을 마시기에 가장 오래 산다. 하지만 그 피비린내 때문에 아무도 가까이 가지 않는다.
독을 마시는 새 - 독은 가장 부드럽다. 독을 마시면 잠이 들게 된다. 독을 마시는 새는 가장 빠르게 난다.
눈물을 마시는 새 - 몸에 해로워서 몸 밖으로 내보내는 눈물을 마시는 새는 가장 일찍 죽는다. 그러나 가장 아름다운 노래를 부른다. 왕을 의미한다.

#### 기타 세계관
- 《폴라리스 랩소디》 - 신문 연재를 했으나 중도 포기, 재편집하여 쓴 작품.

D&D 세계관을 버리고 오리지널 세계관을 구성했다.
해적 키 드레이번이 탈주한 노예 오스발을 추격하면서 이야기가 시작된다.

### 단편
- 〈Sinbiroun iyagi〉- 시기불명(1999-2000년?), 중고교 학습지 <빨간펜>에서 5회에 걸쳐 연재되었다.
- 〈봄이 왔다〉- 2005년 6월, 글틴. 두 부분으로 나뉜 단편. 판타지가 아닌 현실이 배경이다.
- 〈카이와판돔의 번역에 관하여〉- 2005년 12월, 크로스로드. 2007년 12월, SF 단편지 <얼터너티브 드림>에 수록. 가까운 미래를 배경으로 한 SF. 현재 언어에 대한 고찰을 담고 있다.
- 〈구세주가 된 로봇에 대하여〉- 2006년 겨울, Wenzine 대산문화. SF콩트.
- 〈순간이동의 의미에 관하여〉- 2007년 6월, 판타스틱. 사상 최초로 순간이동을 실현한 한 과학자와 그 가족들 및 주변인의 이야기.
- 〈나를 보는 눈〉- 2008년 1월, 판타스틱.
- 〈별뜨기에 관하여〉- 2008년 12월, 크로스로드, 2009년 7월, SF 단편지 <죽은 자들에게 고하라>에 수록. <카이와판돔의 번역에 관하여>와 마찬가지로 위탄인이 나오는 SF 단편이다.
- 〈에소릴의 드래곤〉- 2009년 5월 8일, 네이버, 오늘의 문학. 네이버캐스트 오늘의 문학에 투고된 단편 소설.
- 〈샹파이의 광부들〉- 2009년 9월 11일, 한국 환상 문학 단편선2 <커피잔을 들고 재채기>에 수록. 네이버에 발표한 <에소릴의 드래곤> 연작 소설. 시간상 바로 이어지는 단편으로 더스번 칼파랑과 사란디테가 등장한다.
- 〈순간이동의 의미에 관하여〉- 2010년 2월 12일, 네이버, 오늘의 문학. 네이버캐스트 오늘의 문학에 투고된 SF 단편 소설.

### 단편집
- 《이영도 판타지 단편집》- 2001년 7월, 황금가지. ISBN 89-8273-500-3. 황금가지에서 내놓은 황금판타지문고의 첫 번째 책. 영어 제목은 Over The Horizon이다. 수록작은 다음과 같다.
  - 〈오버 더 호라이즌〉
  - 〈오버 더 네뷸러〉
  - 〈아름다운 전통〉
  - 〈전사의 후예〉
  - 〈골렘〉
  - 〈키메라〉
- 《오버 더 호라이즌》- 2004년 2월, 황금가지. ISBN 89-8273-659-X. 이영도 판타지 단편집의 개정판. 이전에 실렸던 두 편의 꽁트를 빼고 새로운 '오버 더' 시리즈와 한 편의 드래곤 라자 단편을 실었다. 수록작은 다음과 같다.
  - 〈오버 더 호라이즌〉
    - 겨울밤
    - 겨울 폭풍
    - 겨울의 지평선

  - 〈오버 더 네뷸러〉
    - 자살 기도자
    - 손가락 깨물기
    - 여름 밤의 성운

  - 〈오버 더 미스트〉
    - 밤
    - 저승사자와 천사
    - 두 기사단
    - 징조들이 날뛰는 밤
    - 아침

  - 어느 실험실의 풍경
    - 〈골렘〉
    - 〈키메라〉
    - 〈행복의 근원〉

## 논란
이영도의 《드래곤 라자》가 국내 판타지 소설의 정형화를 가져왔다는 데에 있어서는 이견이 교차한다. 《드래곤 라자》는 일본식 판타지 소설과 RPG 게임, 특정 작품을 고른다면 미즈노 료의 《로도스도 전기》와 미국의 TRPG인 D&D(Dungeons & Dragons)에 영향을 크게 받은 것으로 보이는데, 《드래곤 라자》가 대중적으로 크게 반향을 불러일으키며 국내 판타지 소설계에 좋은 선례를 제공했기 때문에 그 후 국내의 많은 판타지 소설이 비슷한 내용과 세계관으로 정형화되는 양상을 보인 것으로 해석된다. 그러나 문제는 그 후 자음과 모음을 위시한 판타지, 무협 소설 전문 출판사에서 출간된 많은 작품이《드래곤 라자》의 수준 낮은 모사품 정도에 지나지 않았다는 데 있다.
또 하나의 논란은 그가 불러일으킨, 이른바 장르 문학과 순수 문학 사이의 논쟁인데, 과연 둘을 구분하는 것이 의미가 있다. 이것은 등단 작가와 비등단 작가 간의 논쟁으로 얘기되기도 한다. 사회 현실을 반영하고 비판하는 기능을 지녔다는 데서 순수 문학을 장르 문학과 따로 구분해야 한다는 주장이 순수 문학 진영의 의견이다. 그러나 이는 일본의 이른바 사회파 추리 소설이나 미국의 고전 SF 작품들처럼, 국내 문단에서 흔히 장르 문학이라고 부르는 작품들도 충분히 우리가 살고 있는 현실을 반영하고 비판하는 기능을 수행하고 있고, 장르 문학상만이 아닌 일반문학상까지 받는것을 보면, 이것은 국내 순수 문학 진영만의 의견이라고 볼 수도 있는 것이다. 또한 김영하나 박민규와 같은 작가들의 판타지적인 시도와, 그들이 문단 내에서 받는 평을 볼 때 순수 문학 진영에서도 현재 혼란을 겪고 있는 것으로 여겨진다.

## 기타
- 이영도 작품 속의 인공어